# Konselj (Sverige)

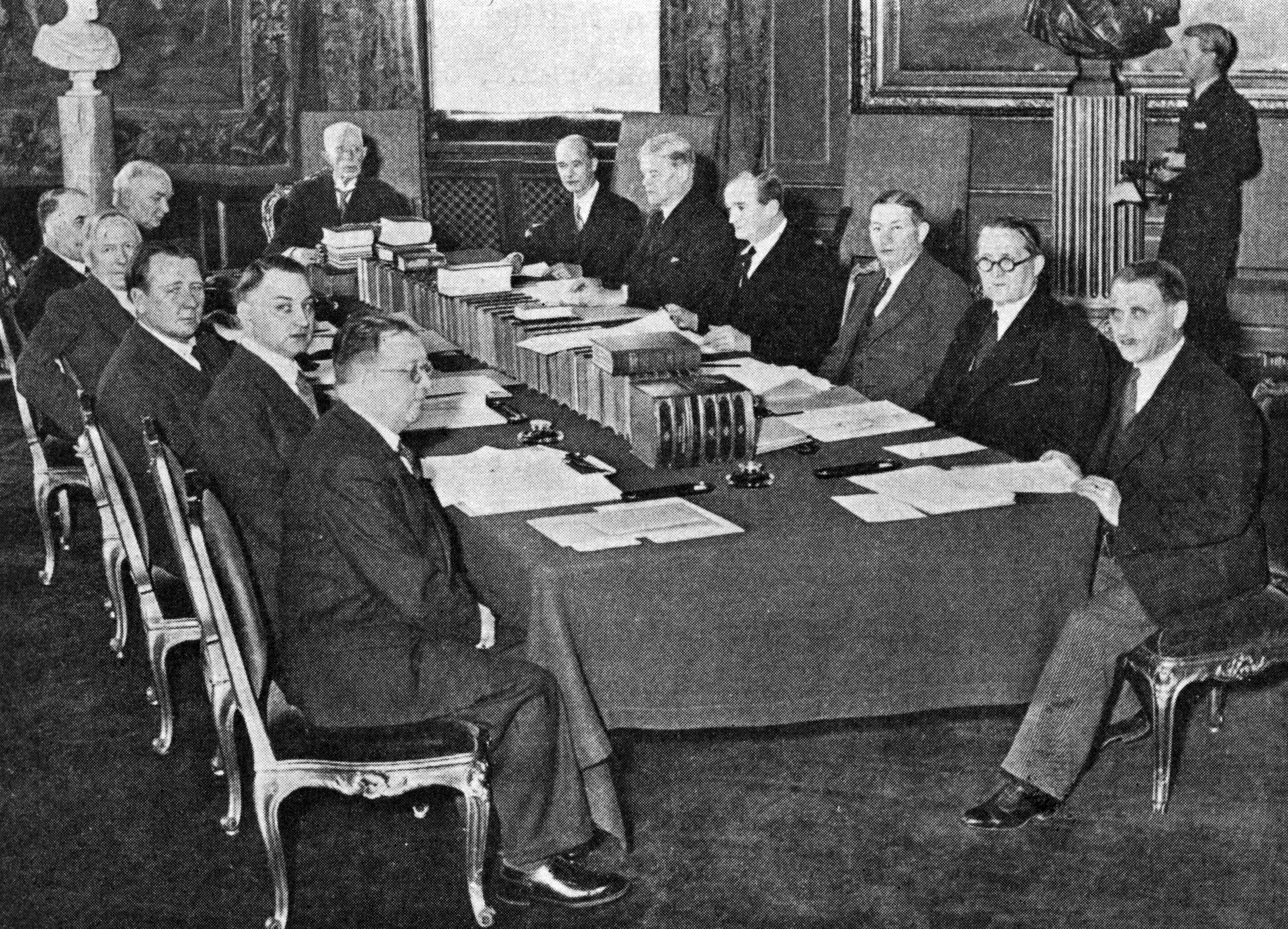
Ministären Hansson i Konseljsalen 1938, i konselj med Gustaf V

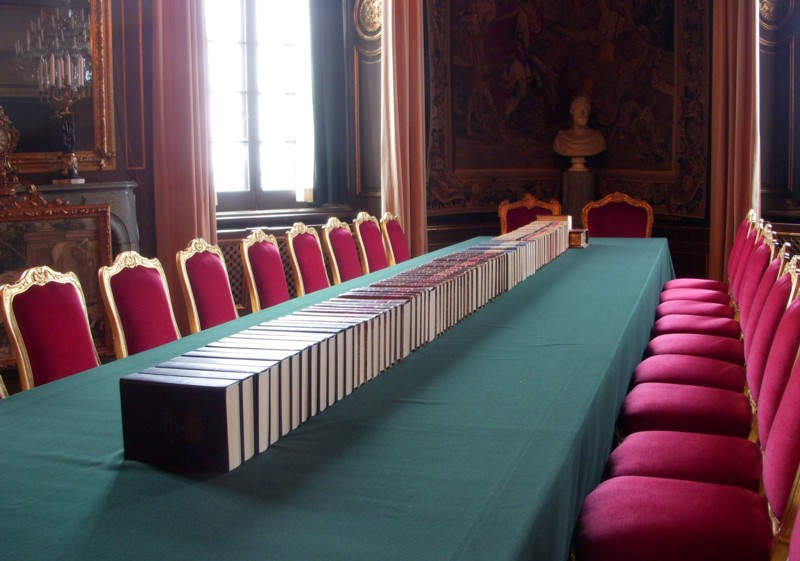
Konseljsalen på Stockholms slott.

En konselj (franska: conseil, 'råd') är i Sverige ett regeringssammanträde där statschefen är ordförande. Enligt regeringsformen, som trädde i kraft 1975, skall statsministern hålla statschefen underrättad om rikets angelägenheter.

## Historik
Ordet konselj har använts för regeringssammanträden i Sverige sedan 1700-talet. Före 1975, då 1809 års regeringsform var gällande, ägde konseljer normalt rum varje vecka på Stockholms slott (eller där kungen eller vikarierande prinsregent befann sig inom riket) varpå alla regeringsbeslut erhöll kunglig sanktion och blev då formellt Kungl Maj:ts beslut.

## Typer av konseljer
- Informationskonseljer när så erfordras, vanligtvis tre till fyra gånger per år. Formellt är statschefen sammankallande, men beslutet fattas i samråd med statsministern. Även tronföljaren närvarar vid informationskonseljer. Dessa är till för att hålla statschefen informerad om rikets angelägenheter.

- Regeringsskifteskonselj (även skifteskonselj[2]) hålls alltid då riksdagen valt ny statsminister. Den hålls så fort statsministern anmält till riksdagen vilka statsråd som skall ingå i regeringen. Det är vid konseljen som det formella regeringsskiftet äger rum. Riksdagens talman skall alltid kallas till denna konselj och ersätter statschefen som ordförande om denne får förhinder.[3]

- Konselj hålls dessutom vid födslar inom kungahuset då statschefen tillkännagiver den nyföddes namn och titel.

- Blindkonselj är en konselj som hålls om statschefen eller riksföreståndaren inte kan närvara.

## Konseljsalen
Konseljsalen i Festvåningen på Stockholms slott har använts för sitt ändamål sedan cirka 1870.
Salen användes som matsal under Gustaf III:s regeringstid och det var i denna sal som den publika spisningen ägde rum en gång i veckan. Delar av den ursprungliga inredningen från 1700-talet finnes bevarad, till exempel de skulpterade dubbeldörrarna i ek, som ursprungligen var både bemålade och förgyllda. Salen fick sitt nuvarande utseende under Karl XV:s regeringstid.